# Mears Ashby
Mears Ashby is een civil parish in het bestuurlijke gebied Wellingborough, in het Engelse graafschap Northamptonshire met 473 inwoners.